# Pardosa diuturna
Pardosa diuturna este o specie de păianjeni din genul Pardosa, familia Lycosidae, descrisă de Fox, 1937. A fost clasificată de IUCN ca specie vulnerabilă. Conform Catalogue of Life specia Pardosa diuturna nu are subspecii cunoscute.